# يوري ميليخوف
يوري ميليخوف (بالروسية: Мелихов, Юрий Афанасьевич) مواليد 1 أبريل 1937 في سانت بطرسبرغ، كان دراج روسي. سبق أن شارك في دورة الألعاب الأولمبية الصيفية وفاز بميدالية أولمبية.

## الميداليات
| الميدالية | المسابقة                       |
| --------- | ------------------------------ |
| برونزية   | الألعاب الأولمبية الصيفية 1960 |

## روابط خارجية
- يوري ميليخوف على موقع أرشيف الدراجات (الإنجليزية)
- يوري ميليخوف على موقع إحصائيات الدراجات الإحترافية (الإنجليزية)
- يوري ميليخوف على موقع أوليمبيديا (الإنجليزية)